# アルシャンボー9世・ド・ブルボン
アルシャンボー9世・ド・ブルボン（フランス語：Archambaud IX de Bourbon, 1212年 - 1249年1月22日）は、ブルボン領主（在位：1242年 - 1249年）。

## 生涯
アルシャンボー9世はアルシャンボー8世・ド・ブルボンの息子である。ヌヴェール女伯ヨランド1世と結婚した。2人の間に以下の子女が生まれた。
- マティルド（1234/5年 - 1262年）[2] - 1248年にブルゴーニュ公ユーグ4世の息子ウードと結婚
- アニェス（1237年 - 1288年）[2] - 1248年にジャン・ド・ブルゴーニュ（ウードの弟）と結婚[3]、1277年にアルトワ伯ロベール2世と再婚した。

アルシャンボー9世は第7回十字軍の支援のためエジプトに向かう途中、1249年1月22日にキプロス王国で死去した。